# محمد بهشتی (پزشک)
سید محمد بهشتی (۱۲۹۳-؟) پزشک ایرانی و استاد دانشگاه تهران بود. او بنیان‌گذار ایمنی‌درمانی در ایران بود.

## جوایز
او برای نگارش کتاب طب داخلی برای پرستار در سال ۱۳۴۶ برندهٔ جایزه سلطنتی کتاب سال شد.

## آثار
- طب داخلی برای پرستار، ۱۳۴۶
- طب داخلی برای بهیار، با ذبیح‌الله عزیزی، ۱۳۵۱
- طب و پرستار، ۱۳۴۸
- اصول آلرژی، ۱۳۴۰